# Analyse p-adique
L’analyse p-adique est une branche des mathématiques qui traite des fonctions de nombres p-adiques.
Ses principales applications concernent la théorie des nombres : elle est utilisée dans l'étude des équations diophantiennes (c'était la motivation de Hensel pour définir les nombres p-adiques) ; l'étude des fonctions spéciales p-adiques (fonctions exponentielle et logarithme, fonctions zêta, gamma, etc.) permet de mieux comprendre l'arithmétique cachée dans les valeurs spéciales des fonctions réelles ; l'analyse fonctionnelle p-adique joue un rôle important dans l'étude des représentations de certains groupes arithmétiques (en).